# Heterophyllium kilimandscharicum
Heterophyllium kilimandscharicum là một loài Rêu trong họ Sematophyllaceae. Loài này được (Broth. & P. de la Varde) Thér. & P. de la Varde miêu tả khoa học đầu tiên năm 1930.